# Rourkela

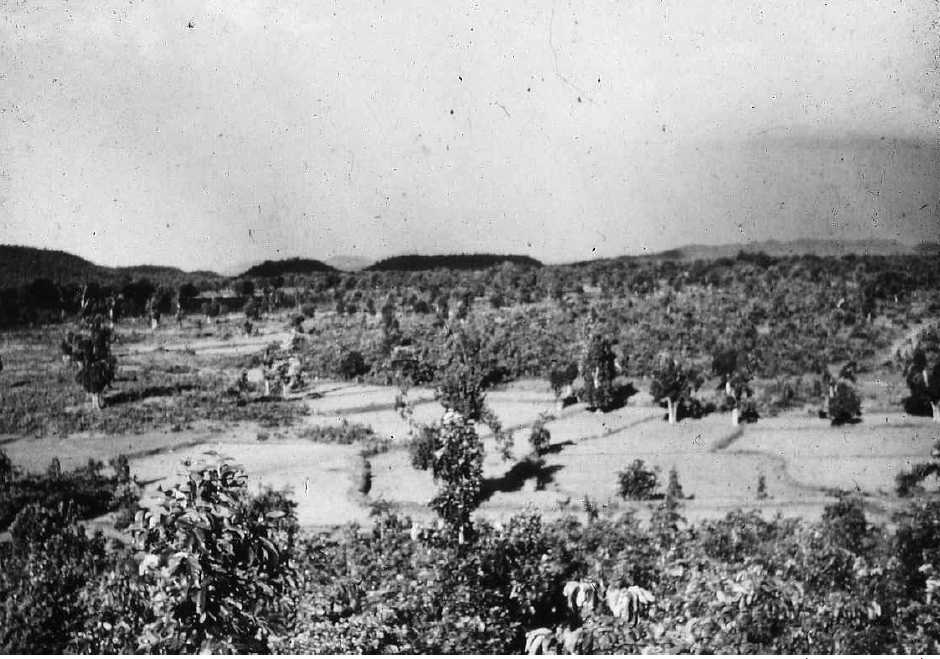
Rourkela – ein ländlicher Raum, bevor in den 1950er und 1960er Jahren Stahlwerk und Stadt Rourkela errichtet wurden

Rourkela (auch Raurkela; Oriya ରାଉରକେଲା anhörenⓘ) ist eine Stadt im Distrikt Sundargarh im indischen Bundesstaat Odisha.
Seit dem 14. November 2014 ist Rourkela eine Municipal Corporation. Zuvor wurde die benachbarte Rourkela Industrial Township mit der damaligen Municipality Rourkela verschmolzen.
Die Einwohnerzahl betrug beim Zensus 2011 etwa 540.000.

## Geschichte
Rourkela ist um das Rourkela-Stahlwerk (Rourkela Steel Plant, RSP) herum entstanden. Das Stahlwerk ist eines der größten deutschen Entwicklungshilfeprojekte. Die Planung begann 1954. Im Jahre 1956 begannen die Bauarbeiten. Das Projekt wurde mit deutscher Entwicklungshilfe durch die Unternehmen (u. a. AEG, Brown, Boveri & Cie., Krupp, Demag, Schloemann-Siemag, Siemens AG (Oberbauleiter von Rourkela II war ab 1966 Heinz-Georg Salge), Dr. C. Otto & Comp. Bochum) errichtet, die damit umfangreiche Erfahrungen für den Maschinenbau-Export sammelten. Ebenfalls mit deutscher Entwicklungshilfe finanziert wurden eine Erweiterung der Produktionskapazität auf 1,8 Mio. Tonnen Rohstahl pro Jahr in den 1960er Jahren und eine Modernisierung des zu diesem Zeitpunkt technisch veralteten Werks in den 1990er Jahren. In der dritten Phase wurden insbesondere Einrichtungen zur Verminderung der bis dahin hohen Umweltbelastung nachgerüstet. Das Stahlwerk ist heute ein wichtiger Bestandteil der indischen Wirtschaft und beschäftigt rund 35.000 Mitarbeiter. Es wird von der staatlichen Steel Authority of India betrieben.
Das Rourkela-Stahlwerk wurde mitten in den Urwald geplant, in verkehrsgünstiger Lage unweit der indischen Eisenerz-Abbaustätten. Auch die ursprüngliche Stadt ist auf dem Reißbrett geplant worden, seitdem ist sie allerdings durch Zuwanderung aus allen Teilen Indiens erheblich gewachsen.
Für den Bau des Stahlwerks sind rund 16.000 Bewohner von 32 Dörfern umgesiedelt worden. Diese „Adivasi“ (tribals) sind Angehörige indigener Völker. Als Kompensation für die Umsiedlung von ihrem Land waren Geld, Land sowie Arbeitsplätze in der Stahlfabrik gesetzlich festgelegt worden. Ein großer Teil dieser Zusagen ist jedoch nicht eingehalten worden, wie auch die fördernde Kreditanstalt für Wiederaufbau feststellte. Die Erfahrungen der zwangsumgesiedelten Menschen wurden in einer Feldstudie im Jahr 2009 erfasst und in einem Buch im Jahr 2011 veröffentlicht. Der Ethnologe Christian Strümpell, der sich viele Monate zu Feldforschungen in Rourkela aufgehalten hat, konstatiert Enttäuschung, Wut und Verzweiflung unter den Adivasi: „Für die Adivasis in Rourkelas Slums und Resettlement Colonies ist das weithin belegte Scheitern der von der postkolonialen Elite angestrebten Modernisierung der Wirtschaft und Gesellschaft Indiens eine besonders einschneidende Erfahrung“. Der großen Mehrheit der Adivasi fehlen die schulischen Qualifikationen, um zur Stammbelegschaft des Werks gehören zu können. Seit 1991 ist das erfolgreiche Bestehen der Abschlussprüfung nach der 10. Klasse (matric) Voraussetzung für eine Anstellung beim Stahlwerk von Rourkela.

## Religion
Die Mehrheit der Bevölkerung sind Hindus. Es gibt im Vergleich zum Durchschnitt Odishas größere islamische und christliche Minderheiten.
Rourkela ist Sitz des katholischen Bistums Rourkela.

## Töchter und Söhne der Stadt
- Anita Rau Badami (* 1961), Autorin
- Bodo Klimpel (* 1963), deutscher Lokalpolitiker, Bürgermeister der Stadt Haltern am See